# Carl Friedrich Adolf Steinkopf

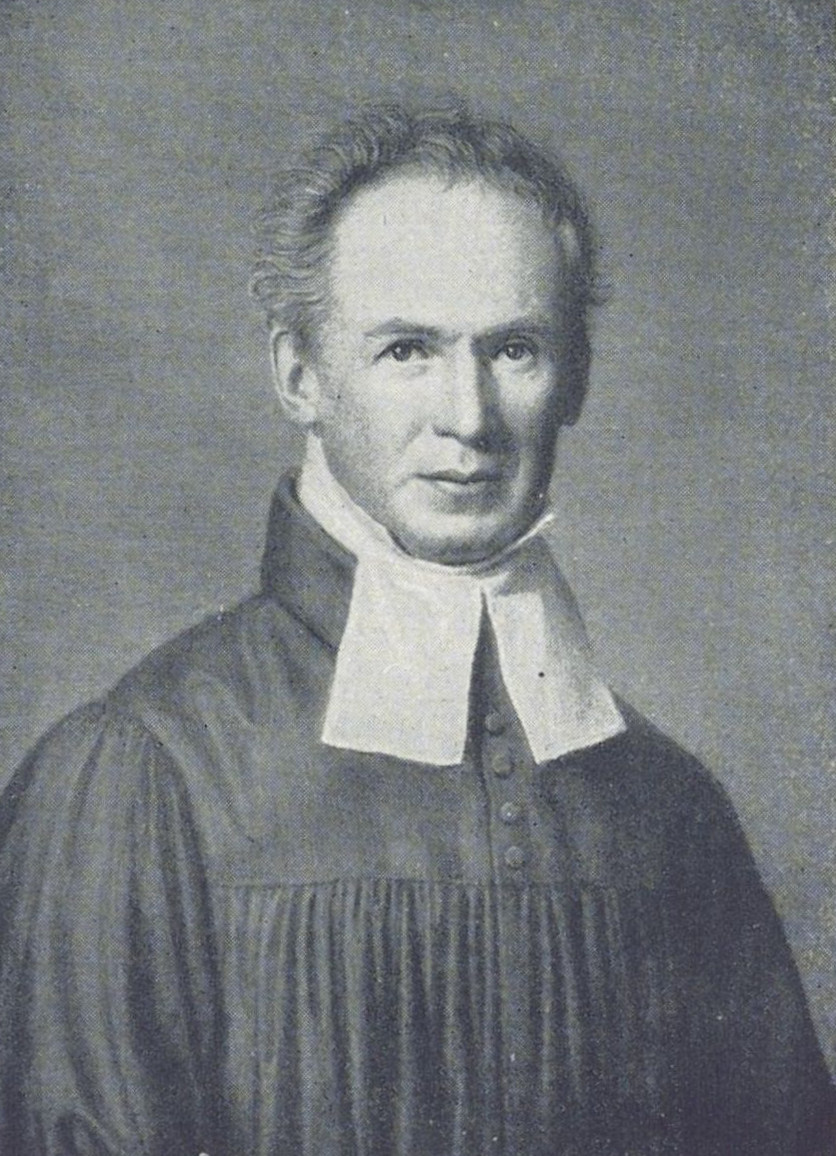
Carl Friedrich Steinkopf

Carl Friedrich Adolf Steinkopf (* 7. September 1773 in Ludwigsburg; † 29. Mai 1859 in London) war ein deutscher evangelischer Geistlicher und der Initiator der Privilegierten Württembergischen Bibelanstalt.

## Leben
Der Sohn des Malers Johann Friedrich Steinkopf (1737–1825) studierte nach dem Besuch des Stuttgarter Gymnasiums von 1790 bis 1795 in Tübingen evangelische Theologie. Im Anschluss war er für fünf Jahre als Sekretär der Christentumsgesellschaft in Basel tätig. Während der Zeit arbeitete er zugleich als Hauslehrer in verschiedenen Familien. Durch seine Tätigkeit bei der Christentumsgesellschaft knüpfte er weitreichende Beziehungen, so z. B. zu Lavater und ins Ausland, vor allem nach England, womit er zu einem "wirkungsvollen Vermittler engl. Einflüsse auf die kontinentale Erweckungsbewegung" wurde.
Auf Empfehlung der Tübinger Fakultät wurde Steinkopf 1801 von der deutschen lutherischen Kirche in der Savoy in London zum Prediger berufen. Er trat sein neues Amt am 1. Advent 1801 an. In England vertiefte er die schon von Basel aus angeknüpften Beziehungen zur Religious Tract Society und zur Londoner Missionsgesellschaft. Seine Begeisterung für diese neuen missionarischen Bewegungen übertrug er auf seinen Freund und Nachfolger im Sekretariat der Christentumsgesellschaft, Christian Gottlieb Blumhardt (1779–1838), wodurch er indirekt den Anstoß zur Gründung der Basler Mission 1815 gab.
Die am 7. März 1804 gegründete British and Foreign Bible Society wählte Steinkopf, der erfolgreich auf eine Beteiligung von Baptisten, Independenten und Quäkern gedrängt hatte, neben einem bischöflichen und einem baptistischen Geistlichen zum Sekretär für das Ausland. Zusätzlich übte er von 1808 bis 1819 das Amt des auswärtigen Ehrensekretärs der Traktatgesellschaft aus. Diese beiden Funktionen führten Steinkopf auf drei Reisen (1812, 1815 und 1820) u. a. nach Dänemark, Schweden, Deutschland, Holland, Frankreich und in die Schweiz, wo durch seine Initiative an vielen Orten Bibelgesellschaften entstanden. Auf seiner Reise durch Frankreich, die Schweiz und Deutschland im Jahr 1820 besuchte er über 40 von ihm gestiftete und unterstützte Bibelgesellschaften. Steinkopf sorgte, ausgestattet mit Geldmitteln der Londoner Bibelgesellschaft, für die Verbreitung der katholischen Bibelübersetzung von Leander van Eß. 
Innerhalb der Bibelgesellschaft kam es 1825 zu einem Streit über die Verwendung der Apokryphen in der Bibel, in deren Folge sich die englische Bibelgesellschaft von den kontinentalen Bibelgesellschaften, die die Apokryphen zuließen, trennte. Steinkopf legte aus diesem Grund 1826 sein Amt bei der Bibelgesellschaft nieder, nachdem er bereits 1819 wegen der Fülle seiner Aufgaben auf sein Amt als auswärtiger Ehrensekretär bei der Traktatgesellschaft verzichtet hatte. Seit 1816 war er korrespondierendes Mitglied der Bayerischen Akademie der Wissenschaften.
Steinkopf beteiligte sich an der Gründung weiterer milder Stiftungen, so 1806 an der „Gesellschaft für notleidende Ausländer“ und 1845 an der Stiftung des deutschen Hospitals in London.
Steinkopfs Frömmigkeit zeichnete sich durch Weite aus. Konfessionelle Fragen traten bei ihm gegenüber einem persönlich und in der Praxis gelebten Glauben zurück. Seinen Kanzeldienst versah Steinkopf bis zu seinem Lebensende. Nach einer schweren Krankheit im Winter 1859 erholte er sich noch einmal, predigte noch am Osterfest und den folgenden Sonntagen und verstarb dann nach kurzer Krankheit im 86. Lebensjahr.
Steinkopf war verheiratet mit einer Engländerin, die bereits 1851 verstarb. Die Ehe blieb kinderlos.

## Werke
- Reisebriefe: Europa 1812. Im Auftrag der Deutschen Bibelgesellschaft übersetzt, eingeleitet u. hrsg. von Ulrich Fick, Deutsche Bibelgesellschaft, Stuttgart 1987.